# Фанфаре
Фанфаре су кратак музички налет који се обично свира трубама, француским роговима или другим лименим инструментима, често у пратњи удараљки. То је „кратки импровизовани увод у инструментално извођење“. Фанфаре су такође дефинисане као „музичка најава која се свира на лименим инструментима пре доласка важне особе“, као што је најава уласка монарха. Историјски гледано, фанфаре су обично свирали трубачи, пошто је труба била повезана са племством. Помињу се и бугле. Мелодичне ноте фанфара се често заснивају на главном трозвуку, често користећи „херојске тачкасте ритмове”.